# ATP Cup 2022
ATP Cup 2022 byl třetí a závěrečný ročník mužské týmové soutěže v tenise – ATP Cupu, organizované Asociací tenisových profesionálů a australským svazem Tennis Australia v úvodní fázi profesionální sezóny ATP Tour. Dějištěm se mezi 1. až 9. lednem 2022 staly dvorce Ken Rosewall Arena a Qudos Bank Arena v sydneyském Olympijském parku. Soutěže se zúčastnilo 16 reprezentačních celků, o čtyři více než v předchozím ročníku, rozdělených do čtyř základních skupin po čtyřech celcích. V roce 2023 byl turnaj nahrazen soutěží smíšených družstev United Cupem.
Obhájcem titulu bylo Rusko vedené nejvýše postaveným účastníkem, světovou dvojkou Daniilem Medveděvem. V semifinále jej po ztrátě rozhodující čtyřhry vyřadila Kanada, která získala první titul po finálové výhře nad dvojnásobným finalistou Španělskem 2–0. V základní skupině přitom dvakrát otočila výsledek po úvodních prohrách ve dvouhře. Postup do semifinále jí zajistila až závěrečná porážka Spojených států, které měly s kanadským týmem lepší vzájemný zápas. Generace Kanaďanů vedená Félixem Augerem-Aliassimem a Denisem Shapovalovem, kteří se prosadili do první světové desítky, tak pro „zemi javorového listu“ vyhrála první týmovou soutěž v nejvyšší úrovni tenisu, když Kanada nikdy předtím netriumfovala v Davis Cupu, Fed Cupu, Hopman Cupu ani Světovém poháru družstev. Jediným předchozím finálem v týmových soutěžích se pro kanadský tenis stal Davisův pohár 2019.

## Startovní listina
Patnáct národních týmů se kvalifikovalo na základě nejvýše postaveného tenisty každého státu v singlovém žebříčku ATP při uzávěrce přihlášek 2. prosince 2021 (žebříček z 29. listopadu). Austrálie jako hostitelská země obdržela divokou kartu.
Švýcarsko se v listopadu 2021 i potřetí odhlásilo po odřeknutí účasti 40leté světové šestnáctky Rogera Federera opět pro nedoléčené poranění kolena. Na začátku prosince se omluvil šestý muž klasifikace Rafael Nadal. Španělé do soutěže přesto zasáhli na základě postavení devatenáctého muže pořadí Roberta Bautisty Aguta. Rakousko se nejdříve kvalifikovalo díky patnácté příčce Dominica Thiema. Po jeho prosincovém odhlášení a neschopnosti Dennise Novaka odcestovat do Austrálie před 29. prosincem ze zdravotních důvodů se však Rakušané museli odhlásit, protože nesplnili podmínku účasti alespoň jednoho hráče do 250. místa žebříčku. Nahradila je tak Francie v čele s Ugem Humbertem ze čtvrté světové desítky. Srbská světová jednička Novak Djoković odstoupila 29. prosince. Srbsko přesto zůstalo v soutěži díky dobrému postavení týmové dvojky Dušana Lajoviće. Ruští reprezentanti, světová pětka Andrej Rubljov a osmnáctka Aslan Karacev, se účasti zřekli ve stejný den jako Djoković.
| Poř.                                        | tým                | jednička týmu         | jednička týmu | dvojka týmu          | dvojka týmu | trojka týmu             | čtyřka týmu          | pětka týmu         |
| ------------------------------------------- | ------------------ | --------------------- | ------------- | -------------------- | ----------- | ----------------------- | -------------------- | ------------------ |
| 1.                                          | Srbsko             | Dušan Lajović         | 33.           | Filip Krajinović     | 42.         | Nikola Ćaćić            | Matej Sabanov        | —                  |
| 2.                                          | Rusko              | Daniil Medveděv       | 2.            | Roman Safiullin      | 167.        | Jevgenij Karlovskij     | Alexandr Ševčenko    | —                  |
| 3.                                          | Německo            | Alexander Zverev      | 3.            | Jan-Lennard Struff   | 51.         | Yannick Hanfmann        | Kevin Krawietz       | Tim Pütz           |
| 4.                                          | Řecko              | Stefanos Tsitsipas    | 4.            | Michail Pervolarakis | 399.        | Petros Tsitsipas        | Markos Kalovelonis   | Aristotelis Thanos |
| 5.                                          | Itálie             | Matteo Berrettini     | 7.            | Jannik Sinner        | 10.         | Lorenzo Sonego          | Simone Bolelli       | Fabio Fognini      |
| 6.                                          | Norsko             | Casper Ruud           | 8.            | Viktor Durasovic     | 345.        | Lukas Hellum Lilleengen | Leyton Rivera        | Andreja Petrovic   |
| 7.                                          | Polsko             | Hubert Hurkacz        | 9.            | Kamil Majchrzak      | 117.        | Kacper Żuk              | Jan Zieliński        | Szymon Walków      |
| 8.                                          | Kanada             | Félix Auger-Aliassime | 11.           | Denis Shapovalov     | 14.         | Brayden Schnur          | Steven Diez          | —                  |
| 9.                                          | Spojené království | Cameron Norrie        | 12.           | Daniel Evans         | 25.         | Liam Broady             | Joe Salisbury        | Jamie Murray       |
| 10.                                         | Argentina          | Diego Schwartzman     | 13.           | Federico Delbonis    | 44.         | Federico Coria          | Máximo González      | Andrés Molteni     |
| 11.                                         | Chile              | Cristian Garín        | 17.           | Alejandro Tabilo     | 139.        | Tomas Barrios Vera      | —                    | —                  |
| 12.                                         | Španělsko          | Roberto Bautista Agut | 19.           | Pablo Carreño Busta  | 20.         | Albert Ramos-Viñolas    | A. Davidovich Fokina | Pedro Martínez     |
| 13.                                         | Gruzie             | Nikoloz Basilašvili   | 22.           | Aleksandre Metreveli | 571.        | Aleksandre Bakši        | Zura Tkemaladze      | Saba Purceladze    |
| 14.                                         | USA                | Taylor Fritz          | 23.           | John Isner           | 24.         | Brandon Nakashima       | Rajeev Ram           | —                  |
| 15.                                         | Austrálie (WC)     | Alex de Minaur        | 34.           | James Duckworth      | 49.         | Max Purcell             | John Peers           | Luke Saville       |
| 16.                                         | Francie            | Ugo Humbert           | 35.           | Arthur Rinderknech   | 58.         | Édouard Roger-Vasselin  | Fabrice Martin       | —                  |
| Žebříček ATP ve dvouhře k 27. prosinci 2021 |                    |                       |               |                      |             |                         |                      |                    |

## Formát
Formát soutěže zahrnoval čtyři čtyřčlenné základní skupiny, s celkovým počtem 16 národních družstev. Ve skupině hrál každý s každým. Vítězové skupin postoupili do semifinále. Od této fáze se hrálo vyřazovacím systémem. Každý mezistátní zápas se skládal ze dvouher dvojek a jedniček a závěrečné čtyřhry, jež se konaly na dvě vítězné sady. 
Při rovnosti bodů o konečném pořadí ve skupině rozhodovala následující kritéria: a) počet vyhraných mezistátních zápasů, b) počet vyhraných utkání (dvouhry a čtyřhry), c) procentuální úspěšnost setů a poté her, při rovnosti dvou či více týmů měly přednost vzájemné mezistátní zápasy. 

## Skupinová fáze
Zápasy probíhaly na dvorcích Ken Rosewall Arena a Qudos Bank Arena v sydneyském Olympijském parku. Rozlosování se uskutečnilo 17. prosince 2021 za přítomnosti bývalých australských tenistů Marka Philippoussise a Johna Fitzgeralda.

### Přehled
|  | postup do vyřazovací fáze |

| Skupina | 1. místo  | 1. místo | 1. místo | 1. místo | 2. místo           | 2. místo | 2. místo | 2. místo | 3. místo | 3. místo | 3. místo | 3. místo | 4. místo | 4. místo | 4. místo | 4. místo |
| Skupina | tým       | MZ       | U        | S        | tým                | MZ       | U        | S        | tým      | MZ       | U        | S        | tým      | MZ       | U        | S        |
| ------- | --------- | -------- | -------- | -------- | ------------------ | -------- | -------- | -------- | -------- | -------- | -------- | -------- | -------- | -------- | -------- | -------- |
| A       | Španělsko | 3–0      | 8–1      | 17–3     | Chile              | 2–1      | 4–5      | 10–12    | Srbsko   | 1–2      | 4–5      | 9–12     | Norsko   | 0–3      | 2–7      | 5–14     |
| B       | Rusko     | 3–0      | 7–2      | 15–8     | Austrálie          | 2–1      | 4–5      | 9–12     | Itálie   | 1–2      | 5–4      | 12–9     | Francie  | 0–3      | 2–7      | 8–15     |
| C       | Kanada    | 2–1      | 4–5      | 9–12     | Spojené království | 2–1      | 5–4      | 11–9     | Německo  | 1–2      | 4–5      | 10–11    | USA      | 1–2      | 5–4      | 12–10    |
| D       | Polsko    | 3–0      | 8–1      | 17–4     | Argentina          | 2–1      | 6–3      | 12–8     | Řecko    | 1–2      | 3–6      | 9–13     | Gruzie   | 0–3      | 1–8      | 4–17     |

### Skupina A
| Poř. | tým       | mez. zápasy | utkání | sety  | % setů | hry    | % her  |
| ---- | --------- | ----------- | ------ | ----- | ------ | ------ | ------ |
| 1.   | Španělsko | 3–0         | 8–1    | 17–3  | 85,0 % | 108–71 | 60,3 % |
| 2.   | Chile     | 2–1         | 4–5    | 10–12 | 45,5 % | 86–88  | 49,4 % |
| 3.   | Srbsko    | 1–2         | 4–5    | 9–12  | 42,9 % | 85–89  | 48,9 % |
| 4.   | Norsko    | 0–3         | 2–7    | 5–14  | 26,3 % | 75–106 | 41,4 % |

#### Chile vs. Španělsko
| | Chile | 0 :                                                                                | 3    | Španělsko |          |  |
| --- | ----- | ---------------------------------------------------------------------------------- | ---- | --------- | -------- |  |
| Ken Rosewall Arena 1. ledna 2022 |       |                                                                                    |      |           |          |  |
| \| \| \| \| 1. \| 2. \| 3. \| \| \| -- \| \| ---------------------------------------------------------------------------------- \| ---- \| ---- \| -------- \| \| \| 1. \| \| Alejandro Tabilo Pablo Carreño Busta \| 4 6 \| 64 7 \| \| \| \| 2. \| \| Cristian Garín Roberto Bautista Agut \| 0 6 \| 3 6 \| \| \| \| 3. \| \| Tomás Barrios Vera / Alejandro Tabilo Alejandro Davidovich Fokina / Pedro Martínez \| 63 7 \| 6 4 \| [7] [10] \| \| \| \| \| \| \| \| \| \| \| \| \| \| \| \| \| \| \| \| \| \| \| \| \| \| \| \| \| \| \| \| \| \| \| \| \| \| \| \| \| \| |       |                                                                                    |      |           |          |  |
| |       |                                                                                    | 1.   | 2.        | 3.       |  |
| 1. |       | Alejandro Tabilo Pablo Carreño Busta                                               | 4 6  | 64 7      |          |  |
| 2. |       | Cristian Garín Roberto Bautista Agut                                               | 0 6  | 3 6       |          |  |
| 3. |       | Tomás Barrios Vera / Alejandro Tabilo Alejandro Davidovich Fokina / Pedro Martínez | 63 7 | 6 4       | [7] [10] |  |
| |       |                                                                                    |      |           |          |  |
| |       |                                                                                    |      |           |          |  |
| |       |                                                                                    |      |           |          |  |
| |       |                                                                                    |      |           |          |  |
| |       |                                                                                    |      |           |          |  |

#### Srbsko vs. Norsko
| | Srbsko | 2 :                                                            | 1    | Norsko |    |  |
| --- | ------ | -------------------------------------------------------------- | ---- | ------ | -- |  |
| Ken Rosewall Arena 1. ledna 2022 |        |                                                                |      |        |    |  |
| \| \| \| \| 1. \| 2. \| 3. \| \| \| -- \| \| -------------------------------------------------------------- \| ---- \| --- \| -- \| \| \| 1. \| \| Filip Krajinović Viktor Durasovic \| 6 2 \| 7 5 \| \| \| \| 2. \| \| Dušan Lajović Casper Ruud \| 3 6 \| 5 7 \| \| \| \| 3. \| \| Nikola Ćaćić / Filip Krajinović Viktor Durasovic / Casper Ruud \| 7 63 \| 6 3 \| \| \| \| \| \| \| \| \| \| \| \| \| \| \| \| \| \| \| \| \| \| \| \| \| \| \| \| \| \| \| \| \| \| \| \| \| \| \| \| \| \| \| |        |                                                                |      |        |    |  |
| |        |                                                                | 1.   | 2.     | 3. |  |
| 1. |        | Filip Krajinović Viktor Durasovic                              | 6 2  | 7 5    |    |  |
| 2. |        | Dušan Lajović Casper Ruud                                      | 3 6  | 5 7    |    |  |
| 3. |        | Nikola Ćaćić / Filip Krajinović Viktor Durasovic / Casper Ruud | 7 63 | 6 3    |    |  |
| |        |                                                                |      |        |    |  |
| |        |                                                                |      |        |    |  |
| |        |                                                                |      |        |    |  |
| |        |                                                                |      |        |    |  |
| |        |                                                                |      |        |    |  |

#### Norsko vs. Španělsko
| | Norsko | 0 :                                                                                     | 3   | Španělsko |    |  |
| --- | ------ | --------------------------------------------------------------------------------------- | --- | --------- | -- |  |
| Qudos Bank Arena 3. ledna 2022 |        |                                                                                         |     |           |    |  |
| \| \| \| \| 1. \| 2. \| 3. \| \| \| -- \| \| --------------------------------------------------------------------------------------- \| --- \| ---- \| -- \| \| \| 1. \| \| Viktor Durasovic Pablo Carreño Busta \| 3 6 \| 3 6 \| \| \| \| 2. \| \| Casper Ruud Roberto Bautista Agut \| 4 6 \| 64 7 \| \| \| \| 3. \| \| Lukas Hellum Lilleengen / Andreja Petrovic Alejandro Davidovich Fokina / Pedro Martínez \| 4 6 \| 1 6 \| \| \| \| \| \| \| \| \| \| \| \| \| \| \| \| \| \| \| \| \| \| \| \| \| \| \| \| \| \| \| \| \| \| \| \| \| \| \| \| \| \| \| |        |                                                                                         |     |           |    |  |
| |        |                                                                                         | 1.  | 2.        | 3. |  |
| 1. |        | Viktor Durasovic Pablo Carreño Busta                                                    | 3 6 | 3 6       |    |  |
| 2. |        | Casper Ruud Roberto Bautista Agut                                                       | 4 6 | 64 7      |    |  |
| 3. |        | Lukas Hellum Lilleengen / Andreja Petrovic Alejandro Davidovich Fokina / Pedro Martínez | 4 6 | 1 6       |    |  |
| |        |                                                                                         |     |           |    |  |
| |        |                                                                                         |     |           |    |  |
| |        |                                                                                         |     |           |    |  |
| |        |                                                                                         |     |           |    |  |
| |        |                                                                                         |     |           |    |  |

#### Srbsko vs. Chile
| | Srbsko                                                                                          | 1 :                                                                | 2   | Chile |          |       |
| --- | ----------------------------------------------------------------------------------------------- | ------------------------------------------------------------------ | --- | ----- | -------- | ----- |
| Qudos Bank Arena 3. ledna 2022 |                                                                                                 |                                                                    |     |       |          |       |
| \| \| \| \| 1. \| 2. \| 3. \| \| \| ----------- \| --------------------------------------------------------------------------------------------------- \| ------------------------------------------------------------------ \| --- \| --- \| -------- \| ----- \| \| 1. \| \| Filip Krajinović Alejandro Tabilo \| 6 4 \| 3 6 \| 7 65 \| \| \| 2. \| \| Dušan Lajović Cristian Garín \| 6 4 \| 4 6 \| 0 3 \| skreč \| \| 3. \| \| Nikola Ćaćić / Matej Sabanov Tomás Barrios Vera / Alejandro Tabilo \| 4 6 \| 6 3 \| [7] [10] \| \| \| \| \| \| \| \| \| \| \| \| \| \| \| \| \| \| \| \| \| \| \| \| \| \| \| Podrobnosti \| \| \| \| \| \| \| \| \| Podle pravidel ATP Cupu byla skreč započítána jako dvousetová výhra či porážka bez zápočtu her.[13] \| \| \| \| \| \| |                                                                                                 |                                                                    |     |       |          |       |
| |                                                                                                 |                                                                    | 1.  | 2.    | 3.       |       |
| 1. |                                                                                                 | Filip Krajinović Alejandro Tabilo                                  | 6 4 | 3 6   | 7 65     |       |
| 2. |                                                                                                 | Dušan Lajović Cristian Garín                                       | 6 4 | 4 6   | 0 3      | skreč |
| 3. |                                                                                                 | Nikola Ćaćić / Matej Sabanov Tomás Barrios Vera / Alejandro Tabilo | 4 6 | 6 3   | [7] [10] |       |
| |                                                                                                 |                                                                    |     |       |          |       |
| |                                                                                                 |                                                                    |     |       |          |       |
| |                                                                                                 |                                                                    |     |       |          |       |
| Podrobnosti |                                                                                                 |                                                                    |     |       |          |       |
| | Podle pravidel ATP Cupu byla skreč započítána jako dvousetová výhra či porážka bez zápočtu her. |                                                                    |     |       |          |       |

#### Norsko vs. Chile
| | Norsko | 1 :                                                                    | 2   | Chile |     |  |
| --- | ------ | ---------------------------------------------------------------------- | --- | ----- | --- |  |
| Ken Rosewall Arena 5. ledna 2022 |        |                                                                        |     |       |     |  |
| \| \| \| \| 1. \| 2. \| 3. \| \| \| -- \| \| ---------------------------------------------------------------------- \| --- \| ---- \| --- \| \| \| 1. \| \| Viktor Durasovic Alejandro Tabilo \| 1 6 \| 7 65 \| 1 6 \| \| \| 2. \| \| Casper Ruud Cristian Garín \| 6 4 \| 6 1 \| \| \| \| 3. \| \| Andreja Petrovic / Leyton Rivera Tomás Barrios Vera / Alejandro Tabilo \| 0 6 \| 4 6 \| \| \| \| \| \| \| \| \| \| \| \| \| \| \| \| \| \| \| \| \| \| \| \| \| \| \| \| \| \| \| \| \| \| \| \| \| \| \| \| \| \| \| |        |                                                                        |     |       |     |  |
| |        |                                                                        | 1.  | 2.    | 3.  |  |
| 1. |        | Viktor Durasovic Alejandro Tabilo                                      | 1 6 | 7 65  | 1 6 |  |
| 2. |        | Casper Ruud Cristian Garín                                             | 6 4 | 6 1   |     |  |
| 3. |        | Andreja Petrovic / Leyton Rivera Tomás Barrios Vera / Alejandro Tabilo | 0 6 | 4 6   |     |  |
| |        |                                                                        |     |       |     |  |
| |        |                                                                        |     |       |     |  |
| |        |                                                                        |     |       |     |  |
| |        |                                                                        |     |       |     |  |
| |        |                                                                        |     |       |     |  |

#### Srbsko vs. Španělsko
| | Srbsko | 1 :                                                                | 2    | Španělsko |          |  |
| --- | ------ | ------------------------------------------------------------------ | ---- | --------- | -------- |  |
| Ken Rosewall Arena 5. ledna 2022 |        |                                                                    |      |           |          |  |
| \| \| \| \| 1. \| 2. \| 3. \| \| \| -- \| \| ------------------------------------------------------------------ \| ---- \| --- \| -------- \| \| \| 1. \| \| Filip Krajinović Pablo Carreño Busta \| 3 6 \| 4 6 \| \| \| \| 2. \| \| Dušan Lajović Roberto Bautista Agut \| 1 6 \| 4 6 \| \| \| \| 3. \| \| Nikola Ćaćić / Matej Sabanov Albert Ramos-Viñolas / Pedro Martínez \| 65 7 \| 6 3 \| [10] [5] \| \| \| \| \| \| \| \| \| \| \| \| \| \| \| \| \| \| \| \| \| \| \| \| \| \| \| \| \| \| \| \| \| \| \| \| \| \| \| \| \| \| |        |                                                                    |      |           |          |  |
| |        |                                                                    | 1.   | 2.        | 3.       |  |
| 1. |        | Filip Krajinović Pablo Carreño Busta                               | 3 6  | 4 6       |          |  |
| 2. |        | Dušan Lajović Roberto Bautista Agut                                | 1 6  | 4 6       |          |  |
| 3. |        | Nikola Ćaćić / Matej Sabanov Albert Ramos-Viñolas / Pedro Martínez | 65 7 | 6 3       | [10] [5] |  |
| |        |                                                                    |      |           |          |  |
| |        |                                                                    |      |           |          |  |
| |        |                                                                    |      |           |          |  |
| |        |                                                                    |      |           |          |  |
| |        |                                                                    |      |           |          |  |

### Skupina B
| Poř. | tým       | mez. zápasy | utkání | sety | % setů | hry     | % her  |
| ---- | --------- | ----------- | ------ | ---- | ------ | ------- | ------ |
| 1.   | Rusko     | 3–0         | 7–2    | 15–8 | 65,2 % | 120–107 | 52,9 % |
| 2.   | Austrálie | 2–1         | 4–5    | 9–12 | 42,9 % | 96–100  | 49,0 % |
| 3.   | Itálie    | 1–2         | 5–4    | 12–9 | 57,1 % | 105–98  | 51,7 % |
| 4.   | Francie   | 0–3         | 2–7    | 8–15 | 34,8 % | 106–122 | 46,5 % |

#### Rusko vs. Francie
| | Rusko | 2 :                                                                       | 1    | Francie |      |  |
| --- | ----- | ------------------------------------------------------------------------- | ---- | ------- | ---- |  |
| Ken Rosewall Arena 2. ledna 2022 |       |                                                                           |      |         |      |  |
| \| \| \| \| 1. \| 2. \| 3. \| \| \| -- \| \| ------------------------------------------------------------------------- \| ---- \| --- \| ---- \| \| \| 1. \| \| Roman Safiullin Arthur Rinderknech \| 2 6 \| 7 5 \| 6 3 \| \| \| 2. \| \| Daniil Medveděv Ugo Humbert \| 7 65 \| 5 7 \| 62 7 \| \| \| 3. \| \| Daniil Medveděv / Roman Safiullin Fabrice Martin / Édouard Roger-Vasselin \| 6 4 \| 6 4 \| \| \| \| \| \| \| \| \| \| \| \| \| \| \| \| \| \| \| \| \| \| \| \| \| \| \| \| \| \| \| \| \| \| \| \| \| \| \| \| \| \| \| |       |                                                                           |      |         |      |  |
| |       |                                                                           | 1.   | 2.      | 3.   |  |
| 1. |       | Roman Safiullin Arthur Rinderknech                                        | 2 6  | 7 5     | 6 3  |  |
| 2. |       | Daniil Medveděv Ugo Humbert                                               | 7 65 | 5 7     | 62 7 |  |
| 3. |       | Daniil Medveděv / Roman Safiullin Fabrice Martin / Édouard Roger-Vasselin | 6 4  | 6 4     |      |  |
| |       |                                                                           |      |         |      |  |
| |       |                                                                           |      |         |      |  |
| |       |                                                                           |      |         |      |  |
| |       |                                                                           |      |         |      |  |
| |       |                                                                           |      |         |      |  |

#### Itálie vs. Austrálie
| | Itálie | 1 :                                                          | 2   | Austrálie |    |  |
| --- | ------ | ------------------------------------------------------------ | --- | --------- | -- |  |
| Ken Rosewall Arena 2. ledna 2022 |        |                                                              |     |           |    |  |
| \| \| \| \| 1. \| 2. \| 3. \| \| \| -- \| \| ------------------------------------------------------------ \| --- \| ---- \| -- \| \| \| 1. \| \| Jannik Sinner Max Purcell \| 6 1 \| 6 3 \| \| \| \| 2. \| \| Matteo Berrettini Alex de Minaur \| 3 6 \| 64 7 \| \| \| \| 3. \| \| Matteo Berrettini / Simone Bolelli John Peers / Luke Saville \| 3 6 \| 5 7 \| \| \| \| \| \| \| \| \| \| \| \| \| \| \| \| \| \| \| \| \| \| \| \| \| \| \| \| \| \| \| \| \| \| \| \| \| \| \| \| \| \| \| |        |                                                              |     |           |    |  |
| |        |                                                              | 1.  | 2.        | 3. |  |
| 1. |        | Jannik Sinner Max Purcell                                    | 6 1 | 6 3       |    |  |
| 2. |        | Matteo Berrettini Alex de Minaur                             | 3 6 | 64 7      |    |  |
| 3. |        | Matteo Berrettini / Simone Bolelli John Peers / Luke Saville | 3 6 | 5 7       |    |  |
| |        |                                                              |     |           |    |  |
| |        |                                                              |     |           |    |  |
| |        |                                                              |     |           |    |  |
| |        |                                                              |     |           |    |  |
| |        |                                                              |     |           |    |  |

#### Itálie vs. Francie
| | Itálie | 3 :                                                                       | 0   | Francie |          |  |
| --- | ------ | ------------------------------------------------------------------------- | --- | ------- | -------- |  |
| Qudos Bank Arena 4. ledna 2022 |        |                                                                           |     |         |          |  |
| \| \| \| \| 1. \| 2. \| 3. \| \| \| -- \| \| ------------------------------------------------------------------------- \| --- \| ----- \| -------- \| \| \| 1. \| \| Jannik Sinner Arthur Rinderknech \| 6 3 \| 7 63 \| \| \| \| 2. \| \| Matteo Berrettini Ugo Humbert \| 6 4 \| 78 66 \| \| \| \| 3. \| \| Matteo Berrettini / Jannik Sinner Fabrice Martin / Édouard Roger-Vasselin \| 6 3 \| 67 9 \| [10] [8] \| \| \| \| \| \| \| \| \| \| \| \| \| \| \| \| \| \| \| \| \| \| \| \| \| \| \| \| \| \| \| \| \| \| \| \| \| \| \| \| \| \| |        |                                                                           |     |         |          |  |
| |        |                                                                           | 1.  | 2.      | 3.       |  |
| 1. |        | Jannik Sinner Arthur Rinderknech                                          | 6 3 | 7 63    |          |  |
| 2. |        | Matteo Berrettini Ugo Humbert                                             | 6 4 | 78 66   |          |  |
| 3. |        | Matteo Berrettini / Jannik Sinner Fabrice Martin / Édouard Roger-Vasselin | 6 3 | 67 9    | [10] [8] |  |
| |        |                                                                           |     |         |          |  |
| |        |                                                                           |     |         |          |  |
| |        |                                                                           |     |         |          |  |
| |        |                                                                           |     |         |          |  |
| |        |                                                                           |     |         |          |  |

#### Rusko vs. Austrálie
| | Rusko | 3 :                                                         | 0     | Austrálie |          |  |
| --- | ----- | ----------------------------------------------------------- | ----- | --------- | -------- |  |
| Qudos Bank Arena 4. ledna 2022 |       |                                                             |       |           |          |  |
| \| \| \| \| 1. \| 2. \| 3. \| \| \| -- \| \| ----------------------------------------------------------- \| ----- \| --- \| -------- \| \| \| 1. \| \| Roman Safiullin James Duckworth \| 78 66 \| 6 4 \| \| \| \| 2. \| \| Daniil Medveděv Alex de Minaur \| 6 4 \| 6 2 \| \| \| \| 3. \| \| Daniil Medveděv / Roman Safiullin John Peers / Luke Saville \| 79 67 \| 3 6 \| [10] [6] \| \| \| \| \| \| \| \| \| \| \| \| \| \| \| \| \| \| \| \| \| \| \| \| \| \| \| \| \| \| \| \| \| \| \| \| \| \| \| \| \| \| |       |                                                             |       |           |          |  |
| |       |                                                             | 1.    | 2.        | 3.       |  |
| 1. |       | Roman Safiullin James Duckworth                             | 78 66 | 6 4       |          |  |
| 2. |       | Daniil Medveděv Alex de Minaur                              | 6 4   | 6 2       |          |  |
| 3. |       | Daniil Medveděv / Roman Safiullin John Peers / Luke Saville | 79 67 | 3 6       | [10] [6] |  |
| |       |                                                             |       |           |          |  |
| |       |                                                             |       |           |          |  |
| |       |                                                             |       |           |          |  |
| |       |                                                             |       |           |          |  |
| |       |                                                             |       |           |          |  |

#### Rusko vs. Itálie
| | Rusko | 2 :                                                                 | 1    | Itálie |          |  |
| --- | ----- | ------------------------------------------------------------------- | ---- | ------ | -------- |  |
| Ken Rosewall Arena 6. ledna 2022 |       |                                                                     |      |        |          |  |
| \| \| \| \| 1. \| 2. \| 3. \| \| \| -- \| \| ------------------------------------------------------------------- \| ---- \| ---- \| -------- \| \| \| 1. \| \| Roman Safiullin Jannik Sinner \| 6 78 \| 3 6 \| \| \| \| 2. \| \| Daniil Medveděv Matteo Berrettini \| 6 2 \| 65 7 \| 6 4 \| \| \| 3. \| \| Daniil Medveděv / Roman Safiullin Matteo Berrettini / Jannik Sinner \| 5 7 \| 6 4 \| [10] [5] \| \| \| \| \| \| \| \| \| \| \| \| \| \| \| \| \| \| \| \| \| \| \| \| \| \| \| \| \| \| \| \| \| \| \| \| \| \| \| \| \| \| |       |                                                                     |      |        |          |  |
| |       |                                                                     | 1.   | 2.     | 3.       |  |
| 1. |       | Roman Safiullin Jannik Sinner                                       | 6 78 | 3 6    |          |  |
| 2. |       | Daniil Medveděv Matteo Berrettini                                   | 6 2  | 65 7   | 6 4      |  |
| 3. |       | Daniil Medveděv / Roman Safiullin Matteo Berrettini / Jannik Sinner | 5 7  | 6 4    | [10] [5] |  |
| |       |                                                                     |      |        |          |  |
| |       |                                                                     |      |        |          |  |
| |       |                                                                     |      |        |          |  |
| |       |                                                                     |      |        |          |  |
| |       |                                                                     |      |        |          |  |

#### Austrálie vs. Francie
| | Austrálie | 2 :                                                               | 1   | Francie |          |  |
| --- | --------- | ----------------------------------------------------------------- | --- | ------- | -------- |  |
| Ken Rosewall Arena 6. ledna 2022 |           |                                                                   |     |         |          |  |
| \| \| \| \| 1. \| 2. \| 3. \| \| \| -- \| \| ----------------------------------------------------------------- \| --- \| ---- \| -------- \| \| \| 1. \| \| James Duckworth Arthur Rinderknech \| 4 6 \| 6 78 \| \| \| \| 2. \| \| Alex de Minaur Ugo Humbert \| 3 6 \| 7 62 \| 6 1 \| \| \| 3. \| \| John Peers / Luke Saville Fabrice Martin / Édouard Roger-Vasselin \| 6 2 \| 5 7 \| [11] [9] \| \| \| \| \| \| \| \| \| \| \| \| \| \| \| \| \| \| \| \| \| \| \| \| \| \| \| \| \| \| \| \| \| \| \| \| \| \| \| \| \| \| |           |                                                                   |     |         |          |  |
| |           |                                                                   | 1.  | 2.      | 3.       |  |
| 1. |           | James Duckworth Arthur Rinderknech                                | 4 6 | 6 78    |          |  |
| 2. |           | Alex de Minaur Ugo Humbert                                        | 3 6 | 7 62    | 6 1      |  |
| 3. |           | John Peers / Luke Saville Fabrice Martin / Édouard Roger-Vasselin | 6 2 | 5 7     | [11] [9] |  |
| |           |                                                                   |     |         |          |  |
| |           |                                                                   |     |         |          |  |
| |           |                                                                   |     |         |          |  |
| |           |                                                                   |     |         |          |  |
| |           |                                                                   |     |         |          |  |

### Skupina C
| Poř. | tým                | mez. zápasy | utkání | sety  | % setů | hry     | % her  |
| ---- | ------------------ | ----------- | ------ | ----- | ------ | ------- | ------ |
| 1.   | Kanada             | 2–1         | 4–5    | 9–12  | 42,9 % | 100–108 | 48,1 % |
| 2.   | Spojené království | 2–1         | 5–4    | 11–9  | 55,0 % | 97–94   | 50,8 % |
| 3.   | Německo            | 1–2         | 4–5    | 10–11 | 47,6 % | 96–108  | 47,1 % |
| 4.   | USA                | 1–2         | 5–4    | 12–10 | 54,5 % | 117–100 | 53,9 % |

#### Kanada vs. Spojené státy americké
| | Kanada | 0 :                                                                | 3     | Spojené státy americké |     |  |
| --- | ------ | ------------------------------------------------------------------ | ----- | ---------------------- | --- |  |
| Qudos Bank Arena 2. ledna 2022 |        |                                                                    |       |                        |     |  |
| \| \| \| \| 1. \| 2. \| 3. \| \| \| -- \| \| ------------------------------------------------------------------ \| ----- \| --- \| --- \| \| \| 1. \| \| Brayden Schnur John Isner \| 1 6 \| 3 6 \| \| \| \| 2. \| \| Félix Auger-Aliassime Taylor Fritz \| 78 66 \| 4 6 \| 4 6 \| \| \| 3. \| \| Félix Auger-Aliassime / Denis Shapovalov Taylor Fritz / John Isner \| 4 6 \| 4 6 \| \| \| \| \| \| \| \| \| \| \| \| \| \| \| \| \| \| \| \| \| \| \| \| \| \| \| \| \| \| \| \| \| \| \| \| \| \| \| \| \| \| \| |        |                                                                    |       |                        |     |  |
| |        |                                                                    | 1.    | 2.                     | 3.  |  |
| 1. |        | Brayden Schnur John Isner                                          | 1 6   | 3 6                    |     |  |
| 2. |        | Félix Auger-Aliassime Taylor Fritz                                 | 78 66 | 4 6                    | 4 6 |  |
| 3. |        | Félix Auger-Aliassime / Denis Shapovalov Taylor Fritz / John Isner | 4 6   | 4 6                    |     |  |
| |        |                                                                    |       |                        |     |  |
| |        |                                                                    |       |                        |     |  |
| |        |                                                                    |       |                        |     |  |
| |        |                                                                    |       |                        |     |  |
| |        |                                                                    |       |                        |     |  |

#### Německo vs. Spojené království
| | Německo | 1 :                                                           | 2    | Spojené království |    |  |
| --- | ------- | ------------------------------------------------------------- | ---- | ------------------ | -- |  |
| Qudos Bank Arena 2. ledna 2022 |         |                                                               |      |                    |    |  |
| \| \| \| \| 1. \| 2. \| 3. \| \| \| -- \| \| ------------------------------------------------------------- \| ---- \| --- \| -- \| \| \| 1. \| \| Jan-Lennard Struff Daniel Evans \| 1 6 \| 2 6 \| \| \| \| 2. \| \| Alexander Zverev Cameron Norrie \| 7 62 \| 6 1 \| \| \| \| 3. \| \| Kevin Krawietz / Alexander Zverev Daniel Evans / Jamie Murray \| 3 6 \| 4 6 \| \| \| \| \| \| \| \| \| \| \| \| \| \| \| \| \| \| \| \| \| \| \| \| \| \| \| \| \| \| \| \| \| \| \| \| \| \| \| \| \| \| \| |         |                                                               |      |                    |    |  |
| |         |                                                               | 1.   | 2.                 | 3. |  |
| 1. |         | Jan-Lennard Struff Daniel Evans                               | 1 6  | 2 6                |    |  |
| 2. |         | Alexander Zverev Cameron Norrie                               | 7 62 | 6 1                |    |  |
| 3. |         | Kevin Krawietz / Alexander Zverev Daniel Evans / Jamie Murray | 3 6  | 4 6                |    |  |
| |         |                                                               |      |                    |    |  |
| |         |                                                               |      |                    |    |  |
| |         |                                                               |      |                    |    |  |
| |         |                                                               |      |                    |    |  |
| |         |                                                               |      |                    |    |  |

#### Německo vs. Spojené státy americké
| | Německo | 2 :                                                 | 1     | Spojené státy americké |     |  |
| --- | ------- | --------------------------------------------------- | ----- | ---------------------- | --- |  |
| Ken Rosewall Arena 4. ledna 2022 |         |                                                     |       |                        |     |  |
| \| \| \| \| 1. \| 2. \| 3. \| \| \| -- \| \| --------------------------------------------------- \| ----- \| --- \| --- \| \| \| 1. \| \| Jan-Lennard Struff John Isner \| 79 67 \| 4 6 \| 7 5 \| \| \| 2. \| \| Alexander Zverev Taylor Fritz \| 6 4 \| 6 4 \| \| \| \| 3. \| \| Kevin Krawietz / Tim Pütz Taylor Fritz / John Isner \| 0 6 \| 3 6 \| \| \| \| \| \| \| \| \| \| \| \| \| \| \| \| \| \| \| \| \| \| \| \| \| \| \| \| \| \| \| \| \| \| \| \| \| \| \| \| \| \| \| |         |                                                     |       |                        |     |  |
| |         |                                                     | 1.    | 2.                     | 3.  |  |
| 1. |         | Jan-Lennard Struff John Isner                       | 79 67 | 4 6                    | 7 5 |  |
| 2. |         | Alexander Zverev Taylor Fritz                       | 6 4   | 6 4                    |     |  |
| 3. |         | Kevin Krawietz / Tim Pütz Taylor Fritz / John Isner | 0 6   | 3 6                    |     |  |
| |         |                                                     |       |                        |     |  |
| |         |                                                     |       |                        |     |  |
| |         |                                                     |       |                        |     |  |
| |         |                                                     |       |                        |     |  |
| |         |                                                     |       |                        |     |  |

#### Kanada vs. Spojené království
| | Kanada | 2 :                                                                   | 1    | Spojené království |    |  |
| --- | ------ | --------------------------------------------------------------------- | ---- | ------------------ | -- |  |
| Ken Rosewall Arena 4. ledna 2022 |        |                                                                       |      |                    |    |  |
| \| \| \| \| 1. \| 2. \| 3. \| \| \| -- \| \| --------------------------------------------------------------------- \| ---- \| --- \| -- \| \| \| 1. \| \| Denis Shapovalov Daniel Evans \| 4 6 \| 4 6 \| \| \| \| 2. \| \| Félix Auger-Aliassime Cameron Norrie \| 7 64 \| 6 3 \| \| \| \| 3. \| \| Félix Auger-Aliassime / Denis Shapovalov Jamie Murray / Joe Salisbury \| 6 4 \| 6 1 \| \| \| \| \| \| \| \| \| \| \| \| \| \| \| \| \| \| \| \| \| \| \| \| \| \| \| \| \| \| \| \| \| \| \| \| \| \| \| \| \| \| \| |        |                                                                       |      |                    |    |  |
| |        |                                                                       | 1.   | 2.                 | 3. |  |
| 1. |        | Denis Shapovalov Daniel Evans                                         | 4 6  | 4 6                |    |  |
| 2. |        | Félix Auger-Aliassime Cameron Norrie                                  | 7 64 | 6 3                |    |  |
| 3. |        | Félix Auger-Aliassime / Denis Shapovalov Jamie Murray / Joe Salisbury | 6 4  | 6 1                |    |  |
| |        |                                                                       |      |                    |    |  |
| |        |                                                                       |      |                    |    |  |
| |        |                                                                       |      |                    |    |  |
| |        |                                                                       |      |                    |    |  |
| |        |                                                                       |      |                    |    |  |

#### Spojené království vs. Spojené státy americké
| | Spojené království | 2 :                                                   | 1    | Spojené státy americké |          |  |
| --- | ------------------ | ----------------------------------------------------- | ---- | ---------------------- | -------- |  |
| Qudos Bank Arena 6. ledna 2022 |                    |                                                       |      |                        |          |  |
| \| \| \| \| 1. \| 2. \| 3. \| \| \| -- \| \| ----------------------------------------------------- \| ---- \| ---- \| -------- \| \| \| 1. \| \| Daniel Evans John Isner \| 6 4 \| 7 63 \| \| \| \| 2. \| \| Cameron Norrie Taylor Fritz \| 64 7 \| 6 3 \| 1 6 \| \| \| 3. \| \| Daniel Evans / Jamie Murray Taylor Fritz / John Isner \| 63 7 \| 7 5 \| [10] [8] \| \| \| \| \| \| \| \| \| \| \| \| \| \| \| \| \| \| \| \| \| \| \| \| \| \| \| \| \| \| \| \| \| \| \| \| \| \| \| \| \| \| |                    |                                                       |      |                        |          |  |
| |                    |                                                       | 1.   | 2.                     | 3.       |  |
| 1. |                    | Daniel Evans John Isner                               | 6 4  | 7 63                   |          |  |
| 2. |                    | Cameron Norrie Taylor Fritz                           | 64 7 | 6 3                    | 1 6      |  |
| 3. |                    | Daniel Evans / Jamie Murray Taylor Fritz / John Isner | 63 7 | 7 5                    | [10] [8] |  |
| |                    |                                                       |      |                        |          |  |
| |                    |                                                       |      |                        |          |  |
| |                    |                                                       |      |                        |          |  |
| |                    |                                                       |      |                        |          |  |
| |                    |                                                       |      |                        |          |  |

#### Německo vs. Kanada
| | Německo | 1 :                                                    | 2    | Kanada |     |  |
| --- | ------- | ------------------------------------------------------ | ---- | ------ | --- |  |
| Qudos Bank Arena 6. ledna 2022 |         |                                                        |      |        |     |  |
| \| \| \| \| 1. \| 2. \| 3. \| \| \| -- \| \| ------------------------------------------------------ \| ---- \| --- \| --- \| \| \| 1. \| \| Jan-Lennard Struff Denis Shapovalov \| 65 7 \| 6 4 \| 3 6 \| \| \| 2. \| \| Alexander Zverev Félix Auger-Aliassime \| 4 6 \| 6 4 \| 3 6 \| \| \| 3. \| \| Kevin Krawietz / Tim Pütz Steven Diez / Brayden Schnur \| 6 3 \| 6 4 \| \| \| \| \| \| \| \| \| \| \| \| \| \| \| \| \| \| \| \| \| \| \| \| \| \| \| \| \| \| \| \| \| \| \| \| \| \| \| \| \| \| \| |         |                                                        |      |        |     |  |
| |         |                                                        | 1.   | 2.     | 3.  |  |
| 1. |         | Jan-Lennard Struff Denis Shapovalov                    | 65 7 | 6 4    | 3 6 |  |
| 2. |         | Alexander Zverev Félix Auger-Aliassime                 | 4 6  | 6 4    | 3 6 |  |
| 3. |         | Kevin Krawietz / Tim Pütz Steven Diez / Brayden Schnur | 6 3  | 6 4    |     |  |
| |         |                                                        |      |        |     |  |
| |         |                                                        |      |        |     |  |
| |         |                                                        |      |        |     |  |
| |         |                                                        |      |        |     |  |
| |         |                                                        |      |        |     |  |

### Skupina D
| Poř. | tým       | mez. zápasy | utkání | sety | % setů | hry    | % her  |
| ---- | --------- | ----------- | ------ | ---- | ------ | ------ | ------ |
| 1.   | Polsko    | 3–0         | 8–1    | 17–4 | 81,0 % | 117–68 | 63,2 % |
| 2.   | Argentina | 2–1         | 6–3    | 12–8 | 60,0 % | 104–77 | 57,5 % |
| 3.   | Řecko     | 1–2         | 3–6    | 9–13 | 40,9 % | 70–93  | 42,9 % |
| 4.   | Gruzie    | 0–3         | 1–8    | 4–17 | 19,0 % | 47–100 | 32,0 % |

#### Argentina vs. Gruzie
| | Argentina | 3 :                                                                 | 0   | Gruzie |    |  |
| --- | --------- | ------------------------------------------------------------------- | --- | ------ | -- |  |
| Qudos Bank Arena 1. ledna 2022 |           |                                                                     |     |        |    |  |
| \| \| \| \| 1. \| 2. \| 3. \| \| \| -- \| \| ------------------------------------------------------------------- \| --- \| --- \| -- \| \| \| 1. \| \| Federico Delbonis Aleksandre Metreveli \| 6 1 \| 6 2 \| \| \| \| 2. \| \| Diego Schwartzman Nikoloz Basilašvili \| 6 1 \| 6 2 \| \| \| \| 3. \| \| Máximo González / Andrés Molteni Saba Purtseladze / Zura Tkemaladze \| 6 1 \| 6 2 \| \| \| \| \| \| \| \| \| \| \| \| \| \| \| \| \| \| \| \| \| \| \| \| \| \| \| \| \| \| \| \| \| \| \| \| \| \| \| \| \| \| \| |           |                                                                     |     |        |    |  |
| |           |                                                                     | 1.  | 2.     | 3. |  |
| 1. |           | Federico Delbonis Aleksandre Metreveli                              | 6 1 | 6 2    |    |  |
| 2. |           | Diego Schwartzman Nikoloz Basilašvili                               | 6 1 | 6 2    |    |  |
| 3. |           | Máximo González / Andrés Molteni Saba Purtseladze / Zura Tkemaladze | 6 1 | 6 2    |    |  |
| |           |                                                                     |     |        |    |  |
| |           |                                                                     |     |        |    |  |
| |           |                                                                     |     |        |    |  |
| |           |                                                                     |     |        |    |  |
| |           |                                                                     |     |        |    |  |

#### Řecko vs. Polsko
| | Řecko | 1 :                                                                      | 2   | Polsko |          |  |
| --- | ----- | ------------------------------------------------------------------------ | --- | ------ | -------- |  |
| Qudos Bank Arena 1. ledna 2022 |       |                                                                          |     |        |          |  |
| \| \| \| \| 1. \| 2. \| 3. \| \| \| -- \| \| ------------------------------------------------------------------------ \| --- \| --- \| -------- \| \| \| 1. \| \| Michail Pervolarakis Kamil Majchrzak \| 1 6 \| 4 6 \| \| \| \| 2. \| \| Aristotelis Thanos Hubert Hurkacz \| 1 6 \| 2 6 \| \| \| \| 3. \| \| Michail Pervolarakis / Stefanos Tsitsipas Hubert Hurkacz / Jan Zieliński \| 6 4 \| 5 7 \| [10] [8] \| \| \| \| \| \| \| \| \| \| \| \| \| \| \| \| \| \| \| \| \| \| \| \| \| \| \| \| \| \| \| \| \| \| \| \| \| \| \| \| \| \| |       |                                                                          |     |        |          |  |
| |       |                                                                          | 1.  | 2.     | 3.       |  |
| 1. |       | Michail Pervolarakis Kamil Majchrzak                                     | 1 6 | 4 6    |          |  |
| 2. |       | Aristotelis Thanos Hubert Hurkacz                                        | 1 6 | 2 6    |          |  |
| 3. |       | Michail Pervolarakis / Stefanos Tsitsipas Hubert Hurkacz / Jan Zieliński | 6 4 | 5 7    | [10] [8] |  |
| |       |                                                                          |     |        |          |  |
| |       |                                                                          |     |        |          |  |
| |       |                                                                          |     |        |          |  |
| |       |                                                                          |     |        |          |  |
| |       |                                                                          |     |        |          |  |

#### Polsko vs. Gruzie
| | Polsko | 3 :                                                              | 0    | Gruzie |          |  |
| --- | ------ | ---------------------------------------------------------------- | ---- | ------ | -------- |  |
| Ken Rosewall Arena 3. ledna 2022 |        |                                                                  |      |        |          |  |
| \| \| \| \| 1. \| 2. \| 3. \| \| \| -- \| \| ---------------------------------------------------------------- \| ---- \| --- \| -------- \| \| \| 1. \| \| Kamil Majchrzak Aleksandre Bakši \| 6 1 \| 6 1 \| \| \| \| 2. \| \| Hubert Hurkacz Aleksandre Metreveli \| 65 7 \| 6 3 \| 6 1 \| \| \| 3. \| \| Szymon Walków / Jan Zieliński Aleksandre Bakši / Zura Tkemaladze \| 62 7 \| 6 2 \| [10] [6] \| \| \| \| \| \| \| \| \| \| \| \| \| \| \| \| \| \| \| \| \| \| \| \| \| \| \| \| \| \| \| \| \| \| \| \| \| \| \| \| \| \| |        |                                                                  |      |        |          |  |
| |        |                                                                  | 1.   | 2.     | 3.       |  |
| 1. |        | Kamil Majchrzak Aleksandre Bakši                                 | 6 1  | 6 1    |          |  |
| 2. |        | Hubert Hurkacz Aleksandre Metreveli                              | 65 7 | 6 3    | 6 1      |  |
| 3. |        | Szymon Walków / Jan Zieliński Aleksandre Bakši / Zura Tkemaladze | 62 7 | 6 2    | [10] [6] |  |
| |        |                                                                  |      |        |          |  |
| |        |                                                                  |      |        |          |  |
| |        |                                                                  |      |        |          |  |
| |        |                                                                  |      |        |          |  |
| |        |                                                                  |      |        |          |  |

#### Řecko vs. Argentina
| | Řecko | 0 :                                                                    | 3    | Argentina |          |  |
| --- | ----- | ---------------------------------------------------------------------- | ---- | --------- | -------- |  |
| Ken Rosewall Arena 3. ledna 2022 |       |                                                                        |      |           |          |  |
| \| \| \| \| 1. \| 2. \| 3. \| \| \| -- \| \| ---------------------------------------------------------------------- \| ---- \| --- \| -------- \| \| \| 1. \| \| Michail Pervolarakis Federico Delbonis \| 65 7 \| 1 6 \| \| \| \| 2. \| \| Stefanos Tsitsipas Diego Schwartzman \| 7 65 \| 3 6 \| 3 6 \| \| \| 3. \| \| Markos Kalovelonis / Petros Tsitsipas Máximo González / Andrés Molteni \| 3 6 \| 6 4 \| [9] [11] \| \| \| \| \| \| \| \| \| \| \| \| \| \| \| \| \| \| \| \| \| \| \| \| \| \| \| \| \| \| \| \| \| \| \| \| \| \| \| \| \| \| |       |                                                                        |      |           |          |  |
| |       |                                                                        | 1.   | 2.        | 3.       |  |
| 1. |       | Michail Pervolarakis Federico Delbonis                                 | 65 7 | 1 6       |          |  |
| 2. |       | Stefanos Tsitsipas Diego Schwartzman                                   | 7 65 | 3 6       | 3 6      |  |
| 3. |       | Markos Kalovelonis / Petros Tsitsipas Máximo González / Andrés Molteni | 3 6  | 6 4       | [9] [11] |  |
| |       |                                                                        |      |           |          |  |
| |       |                                                                        |      |           |          |  |
| |       |                                                                        |      |           |          |  |
| |       |                                                                        |      |           |          |  |
| |       |                                                                        |      |           |          |  |

#### Polsko vs. Argentina
| | Polsko | 3 :                                                            | 0    | Argentina |    |  |
| --- | ------ | -------------------------------------------------------------- | ---- | --------- | -- |  |
| Qudos Bank Arena 5. ledna 2022 |        |                                                                |      |           |    |  |
| \| \| \| \| 1. \| 2. \| 3. \| \| \| -- \| \| -------------------------------------------------------------- \| ---- \| ---- \| -- \| \| \| 1. \| \| Kamil Majchrzak Federico Delbonis \| 6 3 \| 7 63 \| \| \| \| 2. \| \| Hubert Hurkacz Diego Schwartzman \| 6 1 \| 6 4 \| \| \| \| 3. \| \| Szymon Walków / Jan Zieliński Máximo González / Andrés Molteni \| 7 64 \| 7 65 \| \| \| \| \| \| \| \| \| \| \| \| \| \| \| \| \| \| \| \| \| \| \| \| \| \| \| \| \| \| \| \| \| \| \| \| \| \| \| \| \| \| \| |        |                                                                |      |           |    |  |
| |        |                                                                | 1.   | 2.        | 3. |  |
| 1. |        | Kamil Majchrzak Federico Delbonis                              | 6 3  | 7 63      |    |  |
| 2. |        | Hubert Hurkacz Diego Schwartzman                               | 6 1  | 6 4       |    |  |
| 3. |        | Szymon Walków / Jan Zieliński Máximo González / Andrés Molteni | 7 64 | 7 65      |    |  |
| |        |                                                                |      |           |    |  |
| |        |                                                                |      |           |    |  |
| |        |                                                                |      |           |    |  |
| |        |                                                                |      |           |    |  |
| |        |                                                                |      |           |    |  |

#### Řecko vs. Gruzie
| | Řecko                                                                                           | 2 :                                                                               | 1   | Gruzie |           |       |
| --- | ----------------------------------------------------------------------------------------------- | --------------------------------------------------------------------------------- | --- | ------ | --------- | ----- |
| Qudos Bank Arena 5. ledna 2022 |                                                                                                 |                                                                                   |     |        |           |       |
| \| \| \| \| 1. \| 2. \| 3. \| \| \| ----------- \| --------------------------------------------------------------------------------------------------- \| --------------------------------------------------------------------------------- \| --- \| --- \| --------- \| ----- \| \| 1. \| \| Michail Pervolarakis Aleksandre Metreveli \| 6 3 \| 6 2 \| \| \| \| 2. \| \| Stefanos Tsitsipas Nikoloz Basilašvili \| 4 1 \| \| \| skreč \| \| 3. \| \| Michail Pervolarakis / Stefanos Tsitsipas Aleksandre Bakši / Aleksandre Metreveli \| 6 4 \| 3 6 \| [14] [16] \| \| \| \| \| \| \| \| \| \| \| \| \| \| \| \| \| \| \| \| \| \| \| \| \| \| \| Podrobnosti \| \| \| \| \| \| \| \| \| Podle pravidel ATP Cupu byla skreč započítána jako dvousetová výhra či porážka bez zápočtu her.[13] \| \| \| \| \| \| |                                                                                                 |                                                                                   |     |        |           |       |
| |                                                                                                 |                                                                                   | 1.  | 2.     | 3.        |       |
| 1. |                                                                                                 | Michail Pervolarakis Aleksandre Metreveli                                         | 6 3 | 6 2    |           |       |
| 2. |                                                                                                 | Stefanos Tsitsipas Nikoloz Basilašvili                                            | 4 1 |        |           | skreč |
| 3. |                                                                                                 | Michail Pervolarakis / Stefanos Tsitsipas Aleksandre Bakši / Aleksandre Metreveli | 6 4 | 3 6    | [14] [16] |       |
| |                                                                                                 |                                                                                   |     |        |           |       |
| |                                                                                                 |                                                                                   |     |        |           |       |
| |                                                                                                 |                                                                                   |     |        |           |       |
| Podrobnosti |                                                                                                 |                                                                                   |     |        |           |       |
| | Podle pravidel ATP Cupu byla skreč započítána jako dvousetová výhra či porážka bez zápočtu her. |                                                                                   |     |        |           |       |

## Vyřazovací fáze

### Pavouk
|  | Semifinále | Semifinále | Semifinále |  |  | Finále | Finále    | Finále |
|  |            |            |            |  |  |        |           |        |
|  | 12         | Španělsko  | 2          |  |  |        |           |        |
|  | 7          | Polsko     | 1          |  |  |        |           |        |
|  |            |            |            |  |  | 12     | Španělsko | 0      |
|  |            |            |            |  |  | 8      | Kanada    | 2      |
|  | 8          | Kanada     | 2          |  |  |        |           |        |
|  | 2          | Rusko      | 1          |  |  |        |           |        |

### Semifinále

#### Španělsko vs. Polsko
| | Španělsko | 2 :                                                                 | 1     | Polsko |          |  |
| --- | --------- | ------------------------------------------------------------------- | ----- | ------ | -------- |  |
| Ken Rosewall Arena 7. ledna 2022 |           |                                                                     |       |        |          |  |
| \| \| \| \| 1. \| 2. \| 3. \| \| \| -- \| \| ------------------------------------------------------------------- \| ----- \| --- \| -------- \| \| \| 1. \| \| Pablo Carreño Busta Jan Zieliński \| 6 2 \| 6 1 \| \| \| \| 2. \| \| Roberto Bautista Agut Hubert Hurkacz \| 78 66 \| 2 6 \| 7 65 \| \| \| 3. \| \| Pedro Martínez / Albert Ramos-Viñolas Szymon Walków / Jan Zieliński \| 6 4 \| 3 6 \| [6] [10] \| \| \| \| \| \| \| \| \| \| \| \| \| \| \| \| \| \| \| \| \| \| \| \| \| \| \| \| \| \| \| \| \| \| \| \| \| \| \| \| \| \| |           |                                                                     |       |        |          |  |
| |           |                                                                     | 1.    | 2.     | 3.       |  |
| 1. |           | Pablo Carreño Busta Jan Zieliński                                   | 6 2   | 6 1    |          |  |
| 2. |           | Roberto Bautista Agut Hubert Hurkacz                                | 78 66 | 2 6    | 7 65     |  |
| 3. |           | Pedro Martínez / Albert Ramos-Viñolas Szymon Walków / Jan Zieliński | 6 4   | 3 6    | [6] [10] |  |
| |           |                                                                     |       |        |          |  |
| |           |                                                                     |       |        |          |  |
| |           |                                                                     |       |        |          |  |
| |           |                                                                     |       |        |          |  |
| |           |                                                                     |       |        |          |  |

#### Kanada vs. Rusko
| | Kanada | 2 :                                                                        | 1   | Rusko |          |  |
| --- | ------ | -------------------------------------------------------------------------- | --- | ----- | -------- |  |
| Ken Rosewall Arena 8. ledna 2022 |        |                                                                            |     |       |          |  |
| \| \| \| \| 1. \| 2. \| 3. \| \| \| -- \| \| -------------------------------------------------------------------------- \| --- \| --- \| -------- \| \| \| 1. \| \| Denis Shapovalov Roman Safiullin \| 6 4 \| 5 7 \| 6 4 \| \| \| 2. \| \| Félix Auger-Aliassime Daniil Medveděv \| 4 6 \| 0 6 \| \| \| \| 3. \| \| Félix Auger-Aliassime / Denis Shapovalov Daniil Medveděv / Roman Safiullin \| 4 6 \| 7 5 \| [10] [7] \| \| \| \| \| \| \| \| \| \| \| \| \| \| \| \| \| \| \| \| \| \| \| \| \| \| \| \| \| \| \| \| \| \| \| \| \| \| \| \| \| \| |        |                                                                            |     |       |          |  |
| |        |                                                                            | 1.  | 2.    | 3.       |  |
| 1. |        | Denis Shapovalov Roman Safiullin                                           | 6 4 | 5 7   | 6 4      |  |
| 2. |        | Félix Auger-Aliassime Daniil Medveděv                                      | 4 6 | 0 6   |          |  |
| 3. |        | Félix Auger-Aliassime / Denis Shapovalov Daniil Medveděv / Roman Safiullin | 4 6 | 7 5   | [10] [7] |  |
| |        |                                                                            |     |       |          |  |
| |        |                                                                            |     |       |          |  |
| |        |                                                                            |     |       |          |  |
| |        |                                                                            |     |       |          |  |
| |        |                                                                            |     |       |          |  |

### Finále

#### Španělsko vs. Kanada
| | Španělsko | 0 :                                                                                   | 2    | Kanada |    |            |
| --- | --------- | ------------------------------------------------------------------------------------- | ---- | ------ | -- | ---------- |
| Ken Rosewall Arena 9. ledna 2022 |           |                                                                                       |      |        |    |            |
| \| \| \| \| 1. \| 2. \| 3. \| \| \| -- \| \| ------------------------------------------------------------------------------------- \| ---- \| --- \| -- \| ---------- \| \| 1. \| \| Pablo Carreño Busta Denis Shapovalov \| 4 6 \| 3 6 \| \| \| \| 2. \| \| Roberto Bautista Agut Félix Auger-Aliassime \| 63 7 \| 3 6 \| \| \| \| 3. \| \| Alejandro Davidovich Fokina / Pedro Martínez Félix Auger-Aliassime / Denis Shapovalov \| \| \| \| nehrálo se \| \| \| \| \| \| \| \| \| \| \| \| \| \| \| \| \| \| \| \| \| \| \| \| \| \| \| \| \| \| \| \| \| \| \| \| \| \| \| \| \| |           |                                                                                       |      |        |    |            |
| |           |                                                                                       | 1.   | 2.     | 3. |            |
| 1. |           | Pablo Carreño Busta Denis Shapovalov                                                  | 4 6  | 3 6    |    |            |
| 2. |           | Roberto Bautista Agut Félix Auger-Aliassime                                           | 63 7 | 3 6    |    |            |
| 3. |           | Alejandro Davidovich Fokina / Pedro Martínez Félix Auger-Aliassime / Denis Shapovalov |      |        |    | nehrálo se |
| |           |                                                                                       |      |        |    |            |
| |           |                                                                                       |      |        |    |            |
| |           |                                                                                       |      |        |    |            |
| |           |                                                                                       |      |        |    |            |
| |           |                                                                                       |      |        |    |            |

### Vítěz
| Vítěz ATP Cupu 2022 |
| ------------------- |
| Kanada první titul  |

## Body do žebříčku ATP
| Soutěž                                                                         | žebříček hráče | fáze       | Body za výhru proti soupeři dle jeho žebříčkového postavení | Body za výhru proti soupeři dle jeho žebříčkového postavení | Body za výhru proti soupeři dle jeho žebříčkového postavení | Body za výhru proti soupeři dle jeho žebříčkového postavení | Body za výhru proti soupeři dle jeho žebříčkového postavení | Body za výhru proti soupeři dle jeho žebříčkového postavení | Body za výhru proti soupeři dle jeho žebříčkového postavení |
| Soutěž                                                                         | žebříček hráče | fáze       | 1.–10.                                                      | 11.–20.                                                     | 21.–30.                                                     | 31.–50.                                                     | 51.–100.                                                    | 101.–250.                                                   | 251.+                                                       |
| ------------------------------------------------------------------------------ | -------------- | ---------- | ----------------------------------------------------------- | ----------------------------------------------------------- | ----------------------------------------------------------- | ----------------------------------------------------------- | ----------------------------------------------------------- | ----------------------------------------------------------- | ----------------------------------------------------------- |
| Dvouhra                                                                        | 1.–250.        | finále     | 280                                                         | 220                                                         | 160                                                         | 120                                                         | 90                                                          | 60                                                          | 40                                                          |
| Dvouhra                                                                        | 1.–250.        | semifinále | 200                                                         | 160                                                         | 120                                                         | 90                                                          | 60                                                          | 40                                                          | 30                                                          |
| Dvouhra                                                                        | 1.–250.        | skupina    | 90                                                          | 80                                                          | 60                                                          | 45                                                          | 30                                                          | 25                                                          | 20                                                          |
| Dvouhra                                                                        | 251.+          | finále     | 85                                                          | 85                                                          | 85                                                          | 85                                                          | 85                                                          | 55                                                          | 40                                                          |
| Dvouhra                                                                        | 251.+          | semifinále | 55                                                          | 55                                                          | 55                                                          | 55                                                          | 55                                                          | 40                                                          | 30                                                          |
| Dvouhra                                                                        | 251.+          | skupina    | 30                                                          | 30                                                          | 30                                                          | 30                                                          | 30                                                          | 20                                                          | 15                                                          |
| Čtyřhra                                                                        | nerozhoduje    | finále     | 90                                                          | 90                                                          | 90                                                          | 90                                                          | 90                                                          | 90                                                          | 90                                                          |
| Čtyřhra                                                                        | nerozhoduje    | semifinále | 75                                                          | 75                                                          | 75                                                          | 75                                                          | 75                                                          | 75                                                          | 75                                                          |
| Čtyřhra                                                                        | nerozhoduje    | skupina    | 45                                                          | 45                                                          | 45                                                          | 45                                                          | 45                                                          | 45                                                          | 45                                                          |
| Neporažený singlista mohl získat až 750 bodů, neporažení deblisté až 250 bodů. |                |            |                                                             |                                                             |                                                             |                                                             |                                                             |                                                             |                                                             |